# Pseudopiptoporus chocolatus
Pseudopiptoporus chocolatus är en svampart som först beskrevs av Lloyd, och fick sitt nu gällande namn av Decock & Ryvarden 2003. Pseudopiptoporus chocolatus ingår i släktet Pseudopiptoporus och familjen Polyporaceae.   Inga underarter finns listade i Catalogue of Life.